# Gare de Marquixanes
Gare de Marquixanes vasútállomás Franciaországban, Marquixanes településen.

## Vasútvonalak
Az állomást az alábbi vasútvonalak érintik:
- Perpignan-Villefranche - Vernet-les-Bains-vasútvonal

## Kapcsolódó állomások
A vasútállomáshoz az alábbi állomások vannak a legközelebb:
- Gare de Vinça
- Gare de Prades - Molitg-les-Bains